# История евреев Эритреи

Расположение Эритреи в Африке

История евреев в Эритрее насчитывает много веков. В Эритрее когда-то была значительная еврейская община, подпитываемая иммигрантами, прибывшими по экономическим причинам и спасавшимся от преследований. Сообщество процветало в течение нескольких десятилетий, но затем началась массовая эмиграция во время войны за независимость Эритреи с Эфиопией.

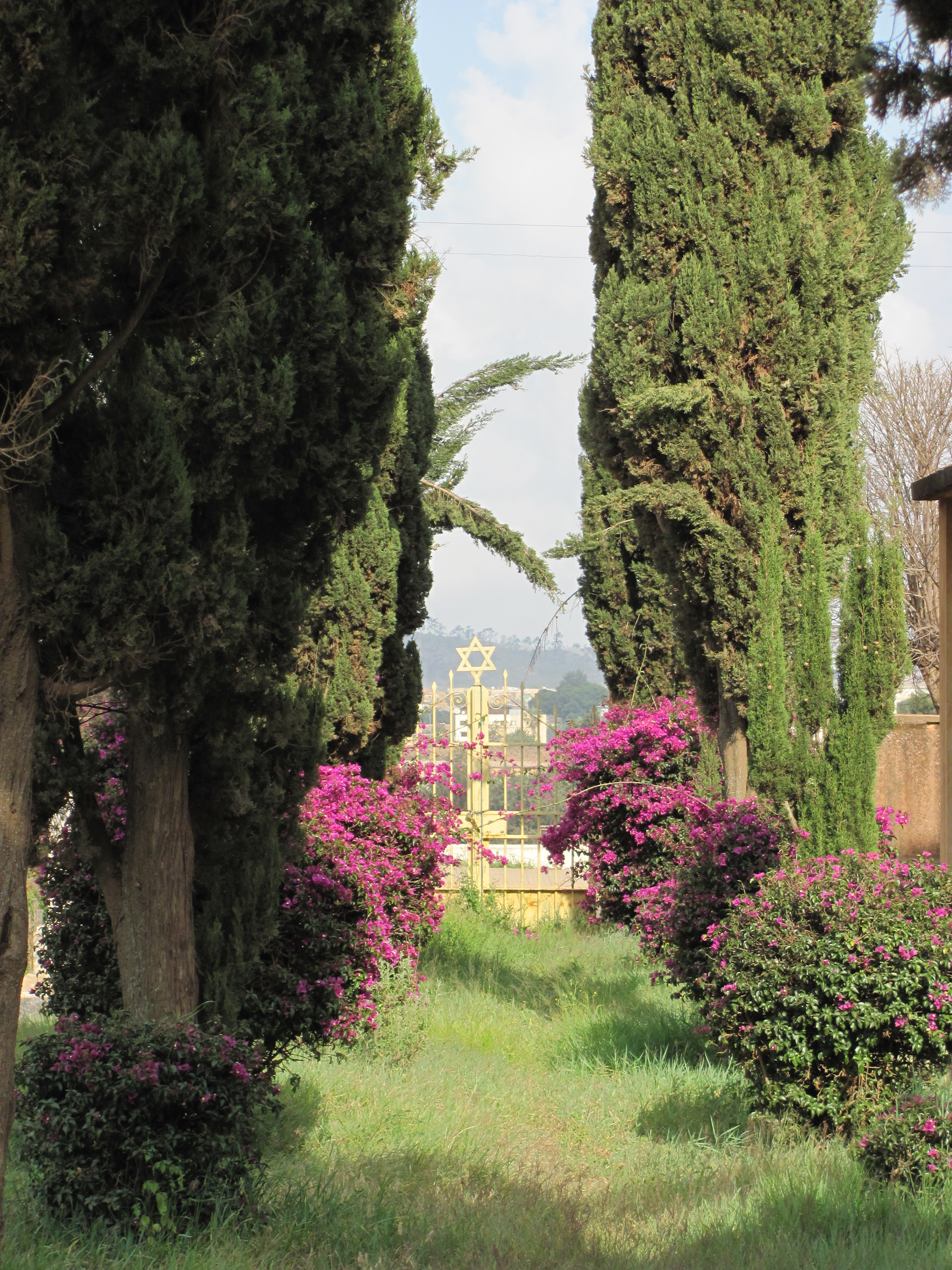
Еврейское кладбище в Асмэре

## История
В 1906 году было завершено строительство синагоги Асмэры в столице Эритреи, Асмэре. Кроме главного святилища, вмещающего до 200 человек, имеются учебные классы и небольшое еврейское кладбище.
В 1930-х годах еврейская община окрепла, когда многие европейские евреи эмигрировали в Эритрею, скрываясь от преследований нацистов в Европе.
Во время британской администрации Эритрея часто использовалась как место интернирования партизан Иргун и Лехи, борющихся за независимость евреев в Британском мандате в Палестине. Среди заключённых были будущий премьер-министр Израиля Ицхак Шамир и Хаим Корфу, основатель «Бейтар Иерусалим».
В 1948 году, после того как Израиль был основан как еврейское государство, многие эритрейские евреи эмигрировали в Израиль. В 1950-х годах в Эритрее всё ещё проживали 500 евреев. Последняя еврейская свадьба в синагоге Асмэры была отмечена в это десятилетие[когда?]. Синагога также обслуживала евреев, которые приезжали со всей Африки, чтобы отмечать там «грозные дни» (10 дней между Рош ха-Шана и Йом-кипуром).
С середины 1950-х в сельских местностях были открыты начальные школы для евреев, а в городе Асмэре была основана учительская семинария.
В 1961 году началась Эритрейская война за независимость против Эфиопии. Именно тогда евреи начали покидать Эритрею. В начале 1970-х годов еврейская эмиграция увеличилась из-за последовавшего насилия между Эритреей и Эфиопией. В 1975 году главный раввин и большая часть общины были эвакуированы. Многие эритрейские евреи поселились в Израиле, а другие уехали в Европу или Северную Америку. К тому времени в стране осталось всего 150 евреев.
Эритрея официально обрела независимость в 1993 году, после чего почти все евреи либо умерли, либо эмигрировали. На 2006 год в Эритрее остался только один коренной еврей Сами Коэн, занимавшийся импортно-экспортным бизнесом и посещавший синагогу Асмэры (на 2001 год в еврейской семье Коэнов было четыре человека). В Асмэре проживает[когда?] также несколько евреев, не являющихся коренными жителями, некоторые из них — израильтяне, при местном посольстве Израиля.
Иудаизм не входит в число четырёх религий, признанных правительством Эритреи[уточнить]. Несмотря на это, правительство никогда не ограничивало еврейскую свободу вероисповедания, и в стране нет истории преследований евреев.